# 迪达语
迪达语是一種在科特迪瓦通行的语言，属于尼日尔-刚果语系的Kru语。